# Slag aan de Allia en de plundering van Rome
De Slag aan de Allia werd gevochten tussen de Senones (een van de Gallische stammen die Noord-Italië waren binnengevallen) en de Romeinse Republiek. De slag werd gevochten bij de samenvloei van de rivieren de Tiber en de Allia, elf Romeinse mijlen (16 km) ten noorden van Rome. De Romeinen werden op de vlucht gedreven en daarna plunderden de Senones Rome. Volgens de traditie wordt 390 v.Chr. als de correcte datum voor deze slag beschouwd. Dit is gebaseerd op het verslag door de Romeinse historicus Livius en de Varonische chronologie, een Romeinse jaartelling. Volgens de Griekse historicus Polybios, die een Grieks jaartelling gebruikte, was de correcte datum echter 387/6 voor Christus. Plutarchus schreef dat de slag plaatsvond net na de zomerse zonnestilstand toen de maan bijna vol was, iets meer dan driehonderdenzestig jaar na de stichting van Rome. Dat zou kort na 393 voor Christus zijn. Tacitus zei dat de slag plaatsvond vijftien dagen voor de Kalenden van Augustus, wat van de datum van de slag 18 juli zou maken.

## Achtergrond
De Senones waren een van de verschillende Gallische stammen die recentelijk Noord-Italië waren binnengevallen. Ze vestigden zich op de Adriatische kust bij Ariminum (nu Arimini). Volgens Livius werden ze om hulp geroepen naar het Etruskische dorp Clusium (nu Chiusi, Toscane) door Aruns, een invloedrijke jongeman van de stad die wraak wilde nemen op Lucomo, die "zijn vrouw ontuchtigd had." Toen de Senones aankwamen bij Clusium, riepen de inwoners Rome om hulp. De Romeinen zonden de drie zonen van Marcus Fabius Ambustus, een van Romes machtigste aristocraten, als ambassadeurs. Ze vertelden de Galliërs dat ze Clusium niet mochten aanvallen en als ze dat toch deden, de Romeinen zouden vechten om het dorp te verdedigen. Daarna vroegen ze om een vredesverdrag te sluiten. De Senones accepteerden het vredesvoorstel als de Clusiërs hen wat land zouden geven. Hier ontstond echter ruzie over en er brak een gevecht uit. De Romeinse ambassadeurs sloten zich ook aan bij het gevecht. Een van hen doodde een stamhoofd van de Senones. Dit was een schending van de regel die zei dat ambassadeurs neutraal moesten blijven. De broers hadden hun kant gekozen en een van hen had ook een van de Senones gedood. De Galliërs trokken zich terug om te overleggen wat ze nu moesten doen.
Volgens Dionysius van Halicarnassus was Lucumo de koning van Clusium. Hij gaf de voogdij van zijn zoon aan Aruns voor hij stierf. Toen de zoon volwassen werd, werd hij echter verliefd op de vrouw van Aruns en verleidde haar. De boze Aruns ging daarna naar Gallië om wijn, olijven en vijgen te verkopen. De Galliërs hadden zo'n producten nog nooit gezien en vroegen Aruns waar deze geproduceerd werden. Hij antwoordde dat ze kwamen uit een groot en vruchtbaar land, bewoond door slechts enkele mensen die geen goede vechters waren. Hij adviseerde hen om die mensen te verdrijven van hun land en de vruchten te beschouwen als die van hen zelf. Zo overtuigde hij hen om naar Italië te gaan, naar Clusium, en om oorlog te voeren. Dionysius' verslag suggereert dus dat de Galliërs Italië nog niet waren binnengevallen en zich nog steeds in Gallië bevonden. Hierna zonden ook de Romeinen ambassadeurs naar Rome, waaronder Quintus Fabius en zijn twee broers, de drie zonen van Marcus Fabius Ambustus. Het zinde de Romeinen niet dat de Galliërs op expeditie zouden gaan in Italië, en daarom doodde Fabius een Gallische leider.
Toen er ambassadeurs van de Senones aankwamen in Rome en vroegen dat de drie gebroeders Fabii overgeleverd zouden worden aan hen, wilde de Senaat echter geen actie ondernemen tegen het machtige Gens Fabia. Om niet de schuld te kunnen krijgen van een mogelijke nederlaag als de Galliërs zouden aanvallen, brachten ze de zaak voor het volk. Livius schreef dat "zij die werden gevraagd welke straf zij moesten krijgen werden aangesteld als Tribunus militum consulari potestate (Krijgstribunen met consulair gezag) voor het komende jaar." Het volk van Rome wilde Quintus Fabius echter niet berechten omdat hij deel uitmaakte van het alom gerespecteerde Gens Fabia, die in Rome als echte helden werden beschouwd. De Galliërs waren echter woedend toen degenen die de volkerenwet hadden geschonden geëerd werden en daarop marcheerden ze op tegen Rome, 130 km verwijderd van Rome. Livius schreef dat "als reactie op de opschudding veroorzaakt door hun snelle mars, haastten doodsbange steden zich te wapen en het plattelandsvolk vluchtte, maar de Galliërs toonden aan door hun geroep dat hun bestemming Rome was."

## Grootte van de legers

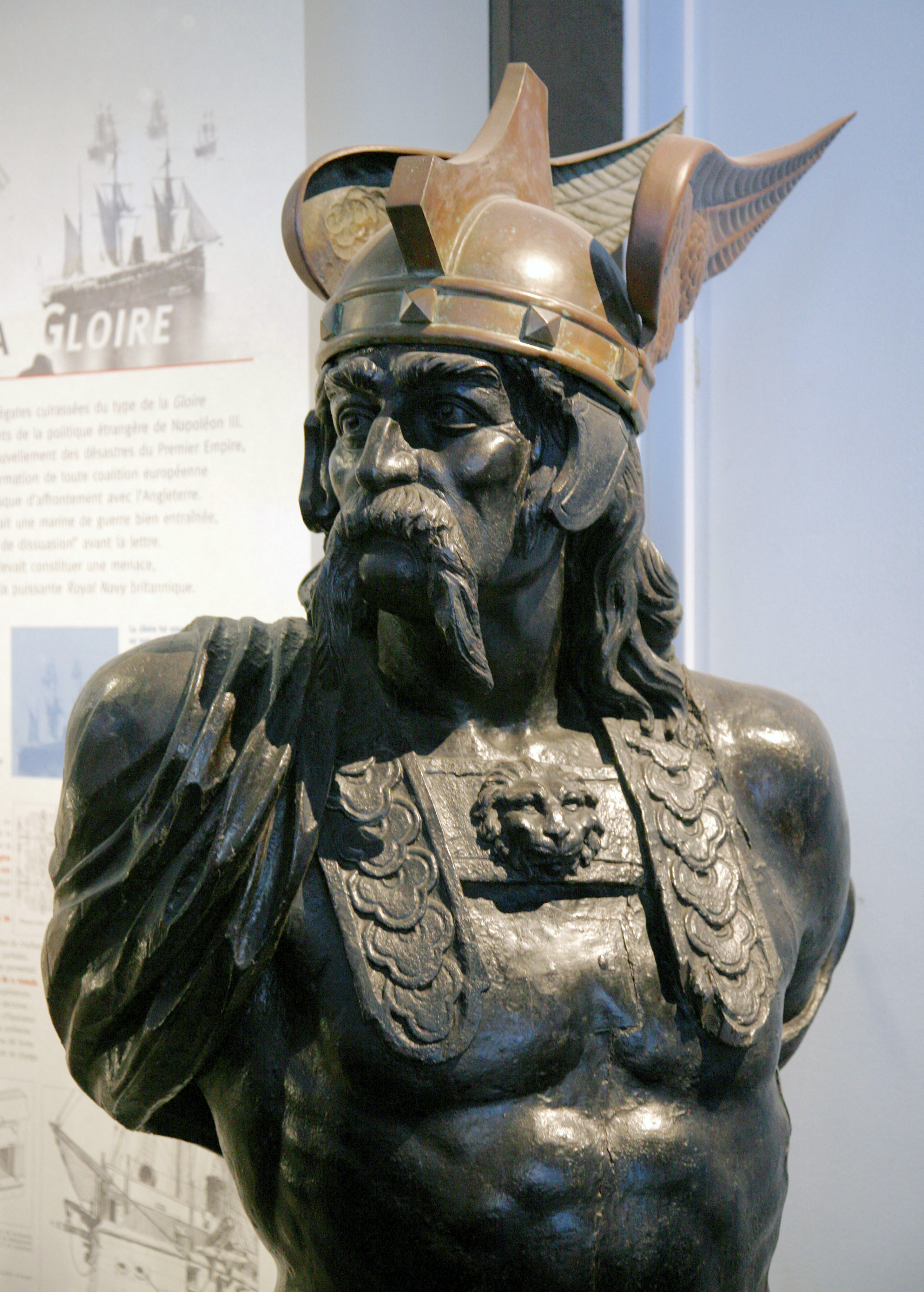
De Gallische leider Brennus, zoals hij afgebeeld wordt op het boegbeeld van het Franse gevechtsschip genoemd naar hem.

Het is niet zeker hoeveel mannen hebben meegedaan aan de slag. Plutarchus schrijft dat de Romeinen niet minder mannen hadden dan de Galliërs en dat ze 40.000 man hadden, maar de meesten waren niet getraind en niet gewend aan het gebruik van wapens. Dionysius van Halicarnassus schrijft dat de Romeinen vier goedgetrainde legioenen hadden en een lichting ongetrainde burgers die meer mannen bevatte. Dat zou ongeveer 35.000 man geven. Diodorus Siculus schrijft dat de Romeinen 24.000 mannen hadden. Livius geeft geen aantallen. Moderne historici schatten dat de Romeinen 15.000 man hadden en de Galliërs 30 tot 70.000. Berresford Ellis geeft een schatting van minstens 24.000 man: "de Romeinen hadden... vier legioenen – want elke consul had twee legioenen onder zijn leiding – en gegeven dat elk legioen 6.000 man had." Hij denkt ook dat er een contingent van geallieerde troepen aanwezig was. Hij denkt dat het "het Senoonse stammenleger bijna niet meer dan 12.000 man geteld kan hebben."
De aantallen gegeven door de antieke historici voor de grootte van het Romeinse leger zijn weinig aanneembaar, want ze staan bekend om het overdrijven van aantallen. In tegenstelling tot wat Berresford Ellis zegt, hadden de Romeinen op dat moment slechts twee legioenen. Het aantal legioenen werd niet vergroot tot later in die eeuw, tijdens de Tweede Samnitische Oorlog (326-304 v.Chr.), en de eerste vermelding van vier legioenen komt uit 311 voor Christus. Op dat moment hadden de Romeinen ook extra militaire commandanten: de praetors, die werden toegevoegd in 366 v.Chr. en de proconsuls, consuls die een verlenging van zijn ambt als militair commandant kreeg (dit gebruik startte in 327 v.Chr.). De eerste historische hints van consuls die meer dan een legioen leidden waren in 299 v.Chr. (tijdens een oorlog met de Etrusken) en 297 voor Christus, tijdens de Derde Samnitische Oorlog (298-290 v.Chr.). De eerste expliciete vermelding van een consul met twee legioenen is in 296 voor Christus. In 295 v.Chr. konden de Romeinen zes legioenen inzetten, vier geleid door de twee consuls, om te vechten tegen een coalitie van vier volkeren (de Samnieten, Etrusken, Umbriërs en Senones) in de grote slag bij Sentinum. Twee werden geleid door een praetor. De slag bij de Allia vond echter plaats tijdens de vroegere dagen van Rome, wanneer het consulschap soms verwisselde met jaren waarin Rome werd geleid door Tribuni militum consulari potestate. In 390 v.Chr. waren er echter 6 Tribuni militum consulari potestate aan de leiding. Daarom is Berresford Ellis' bewering dat de Romeinen in de slag aan de Allia vier legioenen hadden, twee voor elke consul, twee keer een anachronisme. Verder hadden de Romeinse legioenen slechts 6.000 man bij enkele uitzonderlijke situaties. In de vroege dagen van de Republiek, toen de slag aan de Allia plaatsvond, was dat 4.200 man. Later werd het 5.200 man op volle sterkte (de legioenen waren dikwijls niet op volle sterkte). Daarom is het aannemelijk dat het Romeinse leger kleiner was dan hoe het dikwijls beschouwd wordt.
Er moet ook gekeken worden naar de bevolking van Rome op dat moment. In haar vroege dagen was Rome nog steeds een stadstaat met enkel belang op regionale schaal, en haar gebied reikte niet verder dan 50 km van de stad. Cornell zegt dat de bevolking van Rome in de late zesde eeuw voor Christus, gebaseerd op de grootte van haar grondgebied, geschat 25-50.000 man was, maar denkt dat het aannemelijker is om 25-40.000 man te zeggen. Het rudimentaire werk van Fraccaro geeft een militaire slagkracht van 9.000 strijdbare mannen van de juiste leeftijd. (tussen 17 en 47), wat een minimaal bevolkingsaantal van 30.000 man zou betekenen.
Archeologisch bewijs toont dat in de 5de eeuw v.Chr. er een economische neergang was. Dat zou betekenen dat er daarvoor een grote bevolkingsgroei geweest was. Het gebied van Rome was vergroot met 75% tegen de 4de eeuw voor Christus, maar de enorme groei werd veroorzaakt door de recente verovering van de stad Veii en haar grondgebied, en haar bevolking had echter niet het Romeinse burgerrecht, wat een vereiste was om te dienen in het Romeinse leger. Zulke overwegingen maken het onwaarschijnlijk dat de grootte van de bevolking Romeinse burgers groot genoeg was om te zorgen voor een leger van 24.000 of meer soldaten tegen de tijd van de slag aan de Allia.
Toegevoegd aan wat hierboven vermeld is, wat nog meer redenen geeft om te twijfelen over de grootte van het Romeinse leger bij de slag aan de Allia, is het nog niet vermeld dat de Romeinen niet veel tijd hadden om zich goed voor te bereiden op de slag nadat hun ambassade van de Romeinen werd afgewezen, want de Romeinen begonnen onmiddellijk op te marcheren op Rome, dat slechts op enkele dagen marcheren lag van Clusium. Het Romeinse leger was op dat moment een halftijds burgerleger van boeren geworven voor het militaire seizoen om daarna terug te keren naar hun boerderijen. Niet alle mannen die oud genoeg waren om te dienen in het leger werden elk jaar opgeroepen. Enkele soldaten kunnen op een tamelijk grote afstand van Rome gewoond hebben en hadden dus een tijd nodig hadden om daarnaartoe te wandelen (wandelen was de belangrijkste manier van reizen voor boeren).
De grootte van het leger van de Senones mag echter ook niet overschat worden. De schatting gegeven door Cary en Scullard van 30-70.000 man (zie boven) is hoogst onwaarschijnlijk. Berresford Ellis wijst er terecht op dat zelfs een aantal van 12.000 man tamelijk groot zou zijn voor slechts een enkele stam.

## De slag

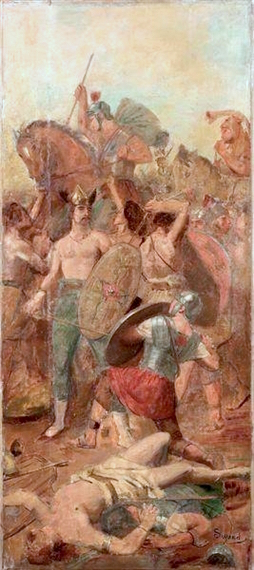
Slag aan de Allia door G. Surand.

Er zijn slechts twee antieke verslagen die de details van de slag bevatten. Een ervan is geschreven door Livius, de andere door Diodorus Siculus.
Volgens Livius werden er geen speciale voorzorgen genomen in Rome, en de lichting soldaten "was niet groter dan het normaal gezien was in gewone veldtochten." De Galliërs hadden zo snel gemarcheerd naar Rome dat "Rome als door de bliksem getroffen werd door de snelheid waarmee ze zich bewogen hadden, zowel bij de haast bij het verzamelen van het leger, alsof het een spontane noodzaak ontmoeten was en de moeilijkheid om verder te geraken dan de elfde mijlpaal." De Romeinen waren volgens hem zwaar in de minderheid. Ze zetten geen kamp op of bouwden geen verdedigingsmuur en ze eerden de goden niet, hoewel ze wel verondersteld waren om dit te doen. Ze verlengden hun beide vleugels van de linie om te voorkomen dat ze omsingeld zouden worden, maar dat maakte hun linie zo dun en verzwakt in het centrum dat het moeilijk was om het samen te houden. Ze plaatsten hun reservetroepen op een heuvel aan hun rechterkant. Brennus, het stamhoofd van van de Senones, vermoedde dat dit een list was en dat de reservisten hem in de rug zouden aanvallen terwijl hij het Romeinse leger op de vlakte aan het bevechten was. Daarom viel hij deze heuvel aan.
De Romeinen panikeerden. De linkerflank gooide haar wapens neer en vluchtte naar de oever van de rivier de Tiber. De Galliërs doodden ondertussen de soldaten die elkaars pad blokkeerden in de wanordelijke vlucht. Degene die niet konden zwemmen of te verzwakt waren werden naar beneden getrokken in de rivier en verdronken. Toch bereikte het grootste deel van de Romeinen Veii, een Etruskische stad die recent veroverd was door Rome en zich dicht bij de andere oever bevond. De Romeinen zonden echter geen boodschapper om Rome te waarschuwen. De rechterflank, die verder verwijderd was van de rivier en dichter bij de heuvel, vluchtten, in tegenstelling tot de rest van het leger, naar Rome. De Galliërs waren verrast over hoe gemakkelijk ze deze overwinning hadden behaald.
De antieke Griekse historicus Diodorus Siculus zei dat de Romeinen naar de rivier de Tiber marcheerden en deze overstaken. Hij is de enige antieke historicus die zei dat de slag plaatsvond op de rechteroever van de rivier. De Romeinen stelden hun beste troepen, 24.000 man, op in linie op de vlakte en plaatsten de zwakste troepen op de heuvel. Ook de Kelten stelden hun troepen op, maar plaatsten hun beste troepen tegenover de zwakkere Romeinse troepen op de heuvel en wonnen het gevecht daar gemakkelijk. Het grootste deel van de Romeinse soldaten op de vlakte vluchtten naar de rivier op een wanordelijke manier en hinderden elkaar. Hierdoor konden de Kelten de vluchtende soldaten in hun rug aanvallen en doden. Enkele Romeinen probeerden de rivier over te steken terwijl ze nog hun harnas droegen die ze, volgens Diodorus, meer waard achtten dan hun eigen leven, maar hierdoor waren ze veel zwaarder. Enkelen verdronken en enkelen konden de andere oever iets meer stroomafwaarts bereiken met de grootste moeite. Omdat de Galliërs maar doorgingen met de Romeinen te doden, gooiden andere soldaten hun wapens weg en zwommen ook de rivier over. Ondertussen gooiden de Galliërs werpsperen naar hen. Het grootste deel van de overlevenden vluchtte naar de stad Veii. Enkelen keerden terug naar Rome en zeiden daar dat het leger vernietigd was.
Plutarchus schreef dat de Galliërs hun kamp hadden opgeslagen bij de samenvloei van de Allia en de Tiber, op ongeveer 18 km verwijderd van Rome, en dat ze de Romeinen plotseling aanvielen. Er volgde een "wanordelijke en schaamtevolle slag." De Romeinse linkerflank werd de rivier in geduwd en vernietigd terwijl de rechterflank zich terugtrok voor de aanval van de Galliërs naar de heuvels en naar Rome. De rest van de overlevenden vluchtte naar Veii in de nacht. "Ze dachten dat Rome verloren was en dat al haar inwoners gedood waren."

## De plundering

### Verslag van Livius
Livius geeft een gedetailleerd verslag van de plundering van Rome. De Galliërs waren verbluft door hun plotselinge en ongewone overwinning en bleven op het slagveld, alsof ze onzeker waren. Ze vreesden een verrassing en plunderden de gesneuvelden, als oorlogsbuit voor hen. Toen ze geen enkele vijandige beweging zagen, vertrokken ze en bereikten Rome voor zonsondergang. Ze zagen dat de stadspoorten open waren en dat de muren onbemand waren. Dit was nog een verrassing. Ze besloten om een nachtelijk gevecht in een onbekende stad te vermijden en sloegen hun kamp op tussen Rome en de rivier de Anio. De inwoners van Rome wisten niet dat het grootste deel van hun soldaten gevlucht was naar Veii in plaats van naar Rome, en ze dachten dat de enige overlevenden degene waren die gevlucht waren naar Rome, en dat ze dus maar een heel klein leger hadden. Er heerste paniek alom. Omdat ze zich realiseerden dat ze weerloos waren, besloten ze om de mannen die oud genoeg waren om in het leger te dienen, de weerbare senatoren en hun families naar het Capitool te sturen met wapens en proviand om het fort te verdedigen. De Flamen van Quirinus en de Vestaalse maagden moesten de "heilige dingen van de Staat" wegvoeren en hun heilige cultussen verderzetten. De situatie was zo verschrikkelijk dat de ouderen van dagen achtergelaten werden in de stad en dat de vroegere consuls achterbleven bij hen om zich te verzoenen met hun lot. Velen van hen volgden hun zonen echter naar het Capitool. Niemand van hen had de moed om hen tegen te houden. Velen vluchtten naar de Janiculum net buiten de stad en verspreidden zich daarna over het platteland en andere dorpen. De Flamen van Quirinus en de Vestaalse maagden konden slechts enkele van de heilige objecten meenemen en besloten om de rest te begraven onder de kapel naast het huis van de Flamen. Ze gingen naar de Janiculum met al wat ze konden dragen. Lucius Albinus, die de stad verliet op een wagen, zag hen wandelen. Hij beval zijn vrouw en kinderen om van de wagen te gaan en gaf hen en de heilige objecten van Rome een lift naar Caere, een Etruskische stad bij de kust die een bondgenoot van Rome was.
Degenen die de leiders van de staat geweest waren besloten om hun lot onder ogen te zien terwijl ze hun ceremoniële gewaden en "de aanduidingen van hun vroegere rang en onderscheidingen." Ze zaten op hun ivoren stoelen voor hun huizen. De volgende dag kwamen de Senones binnen in de stad. Ze kwamen binnen door de open Porta Collina en gingen naar het Forum Romanum. Ze lieten een klein leger achter om het Capitool te bewaken en gingen door de straten om te plunderen. Ze kwamen niemand tegen. Zo gingen ze steeds verder naar andere huizen. Daarna keerden de Galliërs terug naar het Forum. Livius beschrijft de ontmoeting tussen de Galliërs en de oude patriciërs:

De huizen van de plebejers waren gebarricadeerd, de hallen van de patriciërs stonden open, maar ze voelden grotere twijfel om de open huizen binnen te gaan dan degene die gesloten waren. Ze staarden met gevoelens van echte verering naar de mannen die zaten in de portieken van hun huizen, niet enkel door de bovenmenselijke schoonheid van hun kleding en gedrag, maar ook door de majestueuze expressie van hun gelaat, omdat ze het ware uiterlijk van de goden hadden. Zo stonden ze, turend naar hen alsof het standbeelden waren, totdat, zoals er beweerd wordt, een van de patriciërs, M. Papirius, de passie van een Galliër opwekte, die zijn baard begon te strelen - die in die dagen algemeen lang gedragen werden - door hem op het hoofd te slaan met zijn ivoren staf. Hij was de eerste die gedood werd, de anderen werden afgeslacht in hun stoelen. Na de slachtpartij van de magnaten werd er daarna geen levend wezen meer gespaard; de huizen werden beschadigd, en daarna in brand gestoken.
— Livius, Ab Urbe Condita, 5.41.7-10

Ondanks wat hierboven vermeld staat, schreef Livius dat de vuren niet erg verspreid waren als je zou kunnen denken bij de eerste dag van de inname van de stad en suggereerde dat de Galliërs de stad niet wilden vernietigen maar enkel de mannen op het Capitool te intimideren om hen te overtuigen om zich over te geven om hun huizen te redden. Ondanks de angst van "het geschreeuw van de vijand, de kreten van de vrouwen en jongens, het gebulder van de vlammen, en het geraas van instortende huizen" waren de mannen vastbesloten om de heuvel te blijven verdedigen. Toen dit bleef voortduren de volgende dag, "werden ze als het ware gehard tegen hun ellende." Na enkele dagen, ook al was er niets overgebleven "tussen de assen en ruïnen" van de stad, dachten de Romeinen er niet aan om zich over te geven. Daarom vielen de Senones het Capitool aan bij zonsopkomst. De verdedigers lieten hun vijanden de steile heuvel opklimmen, maar gooiden hen daarna de helling af. Daarom stopten de Galliërs halfweg op de heuvel. De Romeinen voerden een charge uit en veroorzaakten zo'n grote verliezen bij hun vijanden dat ze nooit meer probeerden om de heuvel in te nemen. In plaats daarvan maakten ze zich klaar voor een beleg. Ze verdeelden hun legers in twee delen. Een divisie belegerde de heuvel en de andere ging naar het gebied van de naburige steden om te foerageren omdat al het graan rond Rome naar Veii was gebracht door de Romeinse soldaten die daarnaartoe gevlucht waren. Enkele Galliërs kwamen aan bij Ardea, waar Marcus Furius Camillus, de grootste Romeinse commandant die Veii veroverd had enkele jaren eerder, in ballingschap was gegaan door de beschuldigingen aan zijn adres van het verduisteren van geld. Camillus spoorde de inwoners van Ardea aan om te vechten. Hij marcheerde 's nachts en viel het kamp van de Galliërs onverwacht aan, en slachtte de vijanden af in hun slaap. Enkele Gallische vluchtelingen konden Antium bereiken maar werden omsingeld door de inwoners.

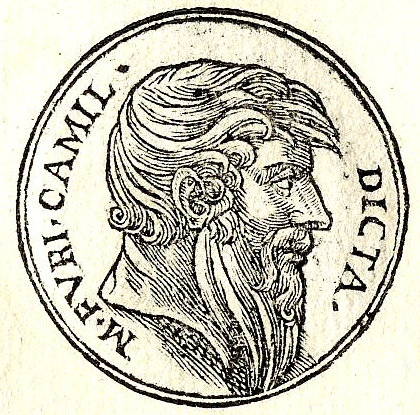
Marcus Furius Camillus.

Ondertussen, in Rome, hielden beide kanten zich stil. De Senones belegerden de stad "met grootse laksheid" en concentreerden zich om ervoor te zorgen dat de Romeinen niet door hun linies zouden kunnen komen. Het patricische Gens Fabia had besloten om de jaarlijkse offerplechtigheid op het Quirinaal te houden, ondanks dat deze heuvel ook bezet was door de Galliërs. Gaius Fabius Dorsuo kwam het Capitool naar beneden terwijl hij de heilige objecten bij zich had, kwam langs de vijandige soldaten en ging naar het Quirinaal. Hij deed de heilige riten en keerde daarna terug naar het Capitool. Livius geeft hierop commentaar: "Ofwel waren de Galliërs met verstomming geslagen door zijn buitengewone stoutmoedigheid, ofwel werden ze ervan weerhouden door religieuze gevoelens, want als natie zijn ze helemaal niet achteloos tegenover religie."
Ondertussen begonnen de overlevenden van de slag aan de Allia die naar Veii gevlucht waren zich te hergroeperen. Ze joegen onder leiding van Quintus Caedicius, de centurio die ze hadden gekozen als hun leider, een groep Etrusken op de vlucht die het gebied van Veii plunderden en de bedoeling hadden om de stad aan te vallen. Ze konden enkelen gevangen nemen uit een ander Etruskisch leger dat hen wilde aanvallen. Ze veroorzaakten op dit leger zelfs nog grotere verliezen. Hierdoor vergrootte het leger van Caedicius. Enkele Romeinen konden wegvluchten uit Rome en gingen naar Veii. Ook vrijwilligers uit Latium sloten zich bij hen aan. Caedicius besloot om zich aan te sluiten bij het leger van Marcus Furius Camillus en deze tot leider uit te roepen. Dit voorstel had echter wel de goedkeuring van de senaat nodig. Ze zonden Cominius Pontius, een soldaat, naar Rome als boodschapper. Hij ging stroomafwaarts langs de rivier de Tiber op een vlot en bereikte zo Rome. Hij bereikte het Capitool door "een steile rots die, dankzij zijn steilheid, onbewaakt was achtergelaten door de vijand." De senaat besliste dat de volksvergadering een wet moest aanstellen die de verbanning van Camillus teniet deed en stelde hem aan als dictator. Camillus ging daarom van Ardea naar Veii.
De Senones vonden ofwel voetafdrukken achtergelaten door Cominius Pontius ofwel ontdekten ze een relatief gemakkelijke beklimming van de rots. Ze beklommen hem en bereikten in de nacht de top van het Capitool. Ze werden noch door de bewakers, noch de honden gehoord, maar wel door de heilige ganzen gewijd aan Juno, die de Romeinen wekten. Marcus Manlius Capitolinus, een vroegere consul, duwde een Galliër die de top had bereikt. Hij viel op degenen achter hem. Manlius doodde ook enkele Galliërs die hun wapens hadden neergelegd om de rots te beklimmen. De andere soldaten sloten zich bij hem aan en de vijand werd teruggedreven. Manlius werd beloond voor zijn moed. Quintus Sulpicius wilde de bewakers die de vijand niet hadden opgemerkt straffen, maar de soldaten vroegen hem om dit niet te doen. Er werd overeengekomen om een man de schuld te geven, die van de rots werd gegooid.
Een hongersnood brak uit bij beide legers. De Galliërs werden ook getroffen door een Pestepidemie. Ze bevonden zich op lager terrein tussen de heuvels, die verschroeid waren door de vuren en er heerste malaria. Velen van hen stierven door de ziekte en de hitte. Ze begonnen de lijken op te stapelen en ze te verbranden in plaats van ze te begraven. Ze begonnen te onderhandelen met de Romeinen en vroegen hen om zich over te geven door de hongersnood. Ze gaven ook de hint dat ze een losgeld wilden. De Romeinse leiders, die op Camillus' aankomst wachtten met een leger uit Veii, weigerden. Uiteindelijk wilden de uitgehongerde soldaten zich toch overgeven of tot een overeenkomst komen op de beste voorwaarden die maar konden. Quintus Sculpicius en Brennus begonnen daarom te onderhandelen. Ze kwamen overeen dat er een losgeld van 500 kg goud betaald moest worden. De Senones speelden echter vals, want ze gebruikten zwaardere gewichten om het goud te wegen. Toen de Romeinen hiertegen protesteerden, "gooide Brennus zijn zwaard op de schaal, woorden verkondigend die ondraaglijk waren voor de Romeinse oren, namelijk 'Vae victis', of 'wee de overwonnenen!'"
De Senones betalen om de stad te verlaten was een vernedering voor de Romeinen. Maar, zoals Livius het schrijft, "verboden god en mens de Romeinen om een vrijgekocht volk te zijn." Voor het wegen van het goud voltooid was, bereikte Camillus Rome en beval dat het goud niet meegenomen mocht worden. De Galliërs zeiden dat er een overeenkomst was gesloten, maar Camillus zei dat deze overeengekomen was door een ambtenaar van een mindere status dan hij en dat dit daarom ongeldig was. Camillus stelde voor om een veldslag te leveren, en de Senones werden gemakkelijk verslagen. Ze werden verslagen 13 km ten oosten van Rome. Livius schreef dat "de slachting volledig was: hun kamp werd veroverd en er overleefde niet eens een boodschapper om de ramp te melden."

### Verslag van Diodorus Siculus
In het verslag van Diodorus Siculus, dat veel minder gedetailleerd is, hielden de Senones zich op de eerste dag na de slag aan de Allia bezig met het afhakken van de hoofden van de gesneuvelden, wat volgens hem hun gebruik was. Daarna sloegen ze hun kamp op bij Rome voor twee dagen. Ondertussen dachten de wanhopende inwoners van Rome dat het gehele leger vernietigd was en dat er geen kans op tegenstand was. Velen van hen vluchtten naar andere steden. De leiders van Rome bevalen dat voedsel, goud, zilver en andere bezittingen naar het Capitool moesten gebracht worden, en daarna werd deze heuvel verstevigd. De Senones dachten dat het geluid dat uit de stad kwam betekende dat de Romeinen een val aan het voorbereiden waren. Op de vierde dag braken ze echter de stadspoorten open en plunderden de stad. Ze deden dagelijks aanvallen op het Capitool, maar ze konden geen enkele Romein verwonden, hoewel ze zelf zware verliezen leden. Omdat ze inzagen dat ze de versterkte heuvel niet met een gevecht konden veroveren, besloten ze om hem te belegeren.
Ondertussen plunderden de Etrusken het Romeinse gebied rond Veii, waarbij ze gevangenen en buit maakten. De Romeinse soldaten die gevlucht waren naar Veii vielen hen echter aan in een hinderlaag, joegen hen op de vlucht, veroverden hun kamp, veroverden hun buit en namen ook een groot aantal wapens. De Romeinen stelden opnieuw een leger samen door mannen te verzamelen die zich verspreid hadden op het platteland toen ze Rome ontvluchtten, en besloten om de belegerden op het Capitool te ontzetten. Cominius Pontius werd naar het Capitool gestuurd als boodschapper om de belegerden het plan te vertellen en dat de mannen te Veii aan het wachten waren op een kans om aan te vallen. Camillus wordt niet vermeld in het verslag van Diodorus Siculus. Pontius zwom de Tiber over en klom omhoog via een klif, dat nochtans moeilijk was om te beklimmen. Na zijn bericht afgeleverd te hebben keerde hij terug naar Veii. De Galliërs merkten echter het spoor van Pontius op en beklommen hetzelfde klif. De Romeinse bewakers waren nalatig en de Galliërs werden niet gezien door hen. Toen de ganzen echter een geluid maakten, vielen de bewakers de aanvallers aan. Diodorus noemde Marcus Manlius Capitolinus Marcus Mallius en zei dat hij het hand van de eerste aanvaller afhakte met zijn zwaard en hem de heuvel afduwde. Omdat de heuvel steil was, vielen alle andere aanvallers ook naar beneden en stierven. Hierna onderhandelden de Romeinen met de Galliërs over vrede en overtuigden de Galliërs om "bij ontvangst van 500 kg goud de stad te verlaten en zich terug te trekken uit het Romeinse grondgebied."

### Verslag van Plutarchus
Plutarchus gaf een groter verslag van de vernietiging en het doden dan Livius. Volgens hem gingen de Galliërs naar Rome op de derde dag na de slag. De poorten waren open en de muren onbemand. Ze marcheerden door de Porta Collina. Brennus omsingelde het Capitool en ging naar het forum. Hij was verrast door de mannen die buiten zaten en stil gebleven waren zonder angst toen ze aankwamen, "leunend op hun staf en starend in elkaars gezichten." De Galliërs aarzelden om dichter bij hen te komen en hen aan te raken, omdat ze hen zagen als superieure wezens. Een van hen verzamelde echter al zijn moed en raakte de lange baard van Papirius Marcus aan, die hem hard raakte op zijn hoofd met zijn staf. Daarna doodden de Galliërs alle mannen en plunderden en staken de huizen in brand voor vele dagen. De verdedigers op het Capitool gaven zich niet over en konden een aanval afslaan. De Galliërs doodden iedereen die ze gevangen namen, waaronder vrouwen, kinderen en de ouderen. Plutarchus schreef dat de Galliërs Rome binnenkwamen op de Iden van februari (13 februari) en dat het beleg 7 maanden duurde.
Plutarchus vermeldt ook dat enkele Galliërs Ardea bereikten en dat Camillus de stad onder zich verenigde om hen aan te vallen. Toen ze dat hoorden, riepen de naburige steden de mannen van goede militaire leeftijd op, vooral de Romeinen die gevlucht waren naar Veii. Zij wilden Camillus als hun commandant maar weigerden om hem daadwerkelijk aan te stellen voor hij wettelijk aangesteld was. Plutarchus vermeldt ook het verhaal van Pontius Cominius en zijn missie naar het Capitool. Hij kon de brug over de Tiber niet oversteken omdat de Galliërs hem bewaakten en zwom er daarom over met een vlot gemaakt van kurk en ging naar de Porta Carmentalis. Toen hij de top van het Capitool bereikt had stelde de senaat Camillus aan als dictator. Camillus verzamelde soldaten bij de bondgenoten en ging naar Veii, waar er 20.000 soldaten waren.
Na de gebeurtenissen bij de ganzen van Juno waren de Galliërs minder hoopvol. Ze hadden niet meer voorraden meer maar gingen niet gaan foerageren omdat ze bang waren voor Camillus. Ze werden ook getroffen door een ziekte omdat ze hun kamp hadden opgeslagen tussen ruïnes, en er lagen overal lijken. De wind verspreidde as, wat het lastig maakte om te ademen. Ze leden ook onder de hitte van de Middellandse Zee waar ze niet gewend aan waren. "Hierdoor stierven er velen in hun kamp; zo velen waren dood dat ze niet langer begraven konden worden."
De verdedigers van het Capitool konden op hun beurt geen nieuws van Camillus ontvangen omdat de stad nog steeds bewaakt werd door hun vijand. Er kwam een tekort aan voedsel. Ze werden neerslachtig en stemden ermee in om losgeld te betalen.
Toen Camillus aankwam in Rome, haalde hij het goud uit de schalen en zei dat het een Romeins gebruik was om de stad te bevrijden met ijzer, niet met goud. Hij zei dat de overeenkomst om een losgeld te betalen niet wettig was gemaakt en daarom niet bindend was omdat het gemaakt was zonder hem, die de rechtmatige heerser was. Nu moesten de Galliërs zeggen wat ze wilden omdat "hij gekomen was met wettig gezag om gratie te geven aan degenen die erom vroegen, en om de schuldigen te straffen, tenzij ze berouw toonden." Brennus begon een schermutseling. Ze konden echter geen veldslag voeren omdat er geen slagorde kon zijn "in het hart van de verwoeste stad". Brennus leidde zijn mannen naar hun kamp en verliet de stad 's nachts. Bij zonsopkomst viel Camillus hen aan en joeg hen op de vlucht, "[van] de vluchtenden werden sommigen onmiddellijk achtervolgd en neergestoken, maar de meesten van hen verspreidden zich, enkel om aangevallen en gedood te worden door de mensen van de omringende dorpen en steden."
Nieuws over de Gallische plundering bereikten Griekenland. Plutarchus vermeldt een vals verhaal van Heraclides Ponticus en dat Aristoteles schreef over de inname van Rome door de Galliërs en zei dat de redder van de stad "een zekere Lucius" was, niet Camillus.

### Moderne beoordeling van de verslagen
De verslagen over de slag aan de Allia en de plundering van Rome werden eeuwen na de gebeurtenissen zelf geschreven, en hun betrouwbaarheid kan in vraag gesteld worden. Dit kan ook gelden voor de tegenstrijdigheden bij Livius' en Diodorus Siculus' verslagen wat betreft de plundering van de stad.
De redding van de stad door Camillus wordt door vele moderne historici als een toevoeging aan het verhaal. Camillus wordt niet vermeld door Diodorus Siculus en Polybios. Diodorus zei dat de Galliërs verslagen werden op de Trausische Vlakte, een ongeïdentificeerde locatie, door een Etruskisch leger toen ze op hun weg terug waren uit Zuid-Italië. Strabo schreef dat ze verslagen werden bij Caere (de Etruskische stad, geallieerd met Rome, waar de Vestaalse Maagden naar waren gevlucht) en dat de inwoners van deze stad het goud van Rome heroverden. Dit spreekt de vermelding van Camillus die de betaling aan de Senones tegenhield tegen. Zoals hierboven vermeld zei Aristoteles dat Rome gered werd door "een zekere Lucius." Dat zou Lucius Albinus kunnen zijn, die de priesteressen een lift naar Caere had aangeboden. De rol van Caere in het verhaal van de Gallische plundering is onduidelijk, en het is mogelijk dat deze stad een grotere rol heeft gespeeld dan in de Romeinse overlevering.
Er is ook de vraag wat de Senones aan het doen waren in Centraal-Italië. Diodorus Siculus schreef dat de Senones "ellendig en klaar om zich te verplaatsen" waren omdat de plaats waar ze zich bevonden (de ager Gallicus) te warm was. Ze bewapenden de jongere mannen en stuurden hen weg om een gebied te zoeken waar ze zich konden vestigen. Daarom vielen ze met 30.000 man Etrurië binnen en plunderden het grondgebied van Clusium. De historicus Cornell vindt dit echter niet overtuigend genoeg. Door het verhaal lijken de Senones eerder een stam van krijgers. Er is geen vermelding in de verslagen van vrouwen en kinderen, die wel aanwezig geweest zouden zijn als de Galliërs een migrerende stam waren geweest. Cornell denkt dat ze huurlingen waren. Enkele maanden na de plundering van Rome huurde Dionysios I van Syracuse, de tiran van Syracuse in Sicilië, Gallische huurlingen voor een oorlog in het zuiden van Italië. Het is daarom goed mogelijk dat de Senones daarom zuidwaarts aan het trekken waren. Het verhaal over hun nederlaag op hun terugweg uit het zuiden lijkt te passen bij die veronderstelling. Het is ook mogelijk dat de Senones naar Clusium gingen omdat ze gehuurd waren door een van de twee politieke facties om tussenbeide te komen in de problemen van de stad, eerder dan het geromantiseerde verhaal van Aruns wraak voor zijn vrouw.

## Romeins herstel

### Rome aangevallen

Keltische expansie en invasies in Europa (in het grijs), 6de-3de eeuw voor Christus.

#### 389–366 v.Chr.: Verslechten van de relaties met de Latijnen en de Hernici
De Gallische plundering was een vernedering voor Rome en begon een serie van oorlogen tegen naburige volkeren. Rome had samen met de Latijnen en Hernici in de 5de eeuw v.Chr. veel tijd doorgebracht met het vechten tegen de Volsci en de Aequi, die in het zuiden woonden, als antwoord op de aanvallen van deze laatsten op hun gebied. Onmiddellijk na de plundering kwamen er aanvallen van de Volsci en de Etruskische stadstaten in het zuiden van Etrurië. Rome antwoordde zeer agressief. Dit leidde tot een ineenstorting van hun allianties met de Latijnen en de Hernici en opstanden van een aantal Latijnse steden. Rome vocht de volgende 32 jaar tegen de Volsci, de Etrusken en de rebellerende Latijnse steden.
In 389 v.Chr. verzamelden de Volsci hun leger en sloegen hun kamp op bij de Latijnse stad Lanuvium. Camillus versloeg hen en "verwoestte het volledige Volscische platteland, wat de Volsci dwong zich over te geven." Livius schreef dat Rome hiermee "onbetwiste controle verkreeg" over de Pontijnse moerassen in het zuiden van het Volscische gebied. De Volsci bleven echter vechten. Camillus hield daarna een veldtocht tegen de Aequi die zich klaarmaakten voor een oorlog en versloeg hen ook. De Etrusken veroverden ondertussen de Romeinse kolonie Sutrium in het zuiden van Etrurië, maar Camillus verdreef hen. In 388 v.Chr. verwoestten de Romeinen het gebied van de Aequi om hen te verzwakken en deden plundertochten in het gebied van de Etruskische stadstaat Tarquinii, waarbij ze Cortuosa en Contebra veroverden en verwoestten. In 386 v.Chr. verzamelden de Volsci uit Antium een leger waarin er ook Hernici en Latijnen aanwezig waren bij Satricum, niet ver van Antium. Een veldslag met de Romeinen werd echter verhinderd door de regen, en de Latijnen en de Hernici keerden terug naar hun huizen. De Volsci trokken zich terug naar Satricum, dat echter veroverd werd door de Romeinen. In 386 v.Chr. veroverden de Etrusken Sutrium en Nepet, twee Romeinse kolonies in het zuiden van Etrurië. De Romeinen vroegen de Latijnen en Hernici waarom ze Rome niet helpen om haar te voorzien van soldaten, hoewel ze dit eigenlijk wel moesten doen, want dat was de voorwaarde van hun allianties. Beiden antwoordden dat dit kwam door "hun constante angst voor de Volsci." Ze zeiden ook dat de mannen die met de Volsci hadden gevochten dit uit vrije wil hadden gedaan en niet op bevel van de staat. Het was echter duidelijk dat de agressieve acties van Rome hen hadden aangezet om over te lopen en vijanden te worden. In 385 v.Chr. kwam er een nieuwe oorlog met de Volsci, die geholpen werden door de rebellerende Latijnen en Hernici, net als de Romeinse kolonie Circeii en Romeinse kolonisten uit Velitrae. Het leger werd verslagen, en het grootste deel van de gevangenen waren Latijnen en Hernici. De Romeinen stichtten een kolonie met 2.000 kolonisten te Satricum.
In 383 v.Chr. rebelleerde de Latijnse stad Lanuvium. De Romeinse senaat besloot om een kolonie te stichten bij Nepet in het zuiden van Etrorië en land in de Pontijnse moerassen te geven aan de armen om steun van het volk te krijgen voor een oorlog. Een epidemie voorkwam echter een oorlog. Dit moedigde de Romeinen in Velitrae en Circeii aan om genade te vragen, maar ze werden dit afgeraden door de rebellen, die hen op hun beurt aanzetten om het Romeinse gebied te plunderen. De Latijnse stad Praeneste rebelleerde ook en viel de gebieden van de Latijnse dorpen Tusculum, Gabii en Labici, die Romeinse bondgenoten waren. In 382 v.Chr. vielen de Romeinen een rebellenleger van Praeneste dat groter in getal was dan de Romeinen aan en versloegen het bij Velitrae. De Romeinen vielen de stad niet aan omdat ze niet zeker waren van hun succes en dachten dat het geen goed idee was om de Romeinse kolonie te verwoesten.
In 382 v.Chr. verklaarde Rome de oorlog aan Praeneste, dat zich aansloot bij de Volsci. Het geallieerde leger veroverde de Romeinse kolonie Satricum ondanks het sterke verzet van de Romeinse kolonisten. In 381 v.Chr. verzamelden de Romeinen vier legioenen en marcheerden naar Satricum. Er volgde een woest gevecht dat gewonnen werd door de Romeinen. Onder de gevangenen die gemaakt werden, waren er mannen uit Tusculum. Nadat Tusculum zijn alliantie met de Romeinen verbrak, verklaarde Rome ook deze stad de oorlog. Toen de Romeinen echter het grondgebied van Tusculum binnenkwam, vocht de stad niet en sloot vrede met Rome.
In 380 v.Chr. gingen de Praenestijnen het gebied van Gabii binnen en gingen naar de Porta Collina bij Rome en sloegen hun kamp op bij de rivier de Allia. De Romeinen versloegen hen en marcheerden naar het gebied van Praeneste, waarbij ze acht dorpen onder controle van de stad innamen en daarna ook Velitrae innamen. Uiteindelijk vielen ze Praeneste, het hart van de rebellie, aan en de stad gaf zich over. In 378 v.Chr. plunderden de Volsci de grenzen van het Romeinse gebied. De Romeinen zonden een leger naar Antium op de kust en een ander naar Electra en de bergen en gebruikten de tactiek van de verschroeide aarde. In 377 v.Chr. sloeg een geallieerd Latijns en Volscisch leger zijn kamp op bij Satricum. De Romeinen verzamelden drie legers: een was een reservelegioen, een verzamelde Rome zelf en de derde, het grootste, marcheerde naar Satricum. De vijand werd op de vlucht gedreven en ging naar Antium. De inwoners van Antium kregen echter een meningsverschil met de Latijnen. De eersten waren geneigd om zich over te geven, terwijl de laatsten dit niet wilden en de stad verlieten. Antium gaf zich en zijn landen over aan Rome. De Latijnen verbrandden, als wraak, Satricum. Daarna vielen ze Tusculum aan, dat gered werd door de Romeinen.
In 370 v.Chr. hielden de kolonisten van Velitrae verschillende plundertochten in het Romeinse gebied en belegerden Tusculum, omdat ze wisten dat Rome geen leger had omdat de volkstribunen de Romeinse staat hadden vastgezet. Daarna lieten de tribunen echter de verkiezing van staatshoofden toe en de werving van een leger, dat de rebellen uit Tusculum verdreven en Velitrae belegerden. Livius vermeldde niet wanneer dit beleg eindigde, maar dat moet in 366 v.Chr. geweest zijn. In 367 v.Chr. kwamen de rebellen aan in Latium. Een oude Camillus versloeg hen bij de Albaanse Heuvels, en het grootste deel van de rebellen vluchtten naar Apulië.

#### 366–358 v.Chr.: Einde van de vijandigheden met Latijnen en Hernici
In 366 v.Chr. kwamen er berichten dat de Hernici Rome aan het verraden waren. In 362 v.Chr. verklaarden de Romeinen hen daarom de oorlog. Het Romeinse leger werd echter in een hinderlaag gelokt en op de vlucht gedreven. De consul die dit leger leidde sneuvelde, en de Hernici omsingelden het Romeinse kamp. De Romeinen zonden een ontzettingsleger en de Hernici werden verslagen in een lastige veldslag. In 361 v.Chr. veroverden de Romeinen Ferentinum, een dorp van de Hernici. Toen ze op hun terugweg waren, lieten de inwoners van de Latijnse stad Tibur hun poorten voor het Romeinse leger gesloten. In 360 v.Chr. sloegen de Galliërs hun kamp op bij de rivier de Anio. Na enkele schermutselingen werd het gevecht besloten door een tweegevecht tussen Titus Manlius en een Galliër, dat gewonnen werd door de eerste. Titus Manlius kreeg hierdoor de bijnaam Torquatus, omdat de gedode Galliër een halsketting droeg (Latijn: Torques) en hij dit sieraad nam als buit voor zichzelf. De Galliërs gingen weg, gingen naar Tibur, en sloten zich erbij aan, en kregen voorraden van de stad. Daarna gingen de Galliërs naar Campanië. In 360 v.Chr. vielen de Romeinen Tibur aan, waardoor ze de Galliërs dwongen om terug te keren om zo hulp te krijgen. Daarna plunderden ze de gebieden van de Labici, Tusculum en Alba Longa. De Romeinen hielden een leger bij Tusculum en bevochten de Galliërs met een ander, niet ver van de Romeinse Porta Collina. Na een hevig gevecht trokken de Galliërs zich opnieuw terug naar Tibur. De twee bondgenoten werden verslagen door de twee Romeinse legers. Een derde Romeins leger versloeg daarna de Hernici in een grote slag. In 359 v.Chr. kwam een klein leger van Tibur aan voor de muren van Rome, maar werd makkelijk teruggedreven. In 358 v.Chr. plunderde de Etruskische stad Tarquinii Romeins grondgebied bij Etrurië. De Romeinen wierven een leger aan tegen hen en ook nog een tegen de Hernici.
Dat jaar eindigde de oorlog met de Latijnen en de Hernici. Vrede met de Latijnen werd aangezet door geruchten over een Gallische oorlog. De Latijnse Bond hernieuwde haar alliantie met Rome die ze gemaakt hadden in 493 v.Chr. (de Foedus Cassianum), die kort na de Gallische plundering van Rome en de daaropvolgende opstanden ontbonden was. De Latijnse Bond zorgde toen voor soldaten voor Rome. De Galliërs waren dus de oorzaak van zowel de ontbinding als het herstel van deze alliantie in 358 voor Christus. De Galliërs gingen naar Praeneste en sloegen hun kamp op bij Pedum. De Romeinse commandant, Gaius Sulpicius, stelde een slag uit om de vijand, die bijna geen voorraden meer had en zich in vijandig gebied bevond en "wiens sterkte en moed volledig in aanvallen lag, en wegkwijnde zodra er een klein oponthoud was." Uiteindelijk konden de Galliërs toch een veldslag beginnen, die gewonnen werd door de Romeinen. Een ander Romeins leger versloeg de Hernici en dwong hen tot overgave. Ondertussen werd een dere Romeinse leger verslagen door Tarquinii, dat 307 gevangengenomen Romeinen doodde als offergave. De stad Falerii had zich aangesloten bij Tarquinii maar weigerde de Romeinse soldaten die daarnaartoe gevlucht waren na de slag over te geven aan de stad. Ook Velitrae en de Volscische stad Privernum vernietigden de Romeinse velden met plotselinge plunderingen.

#### 357–345 v.Chr.: Verdere conflicten in de regio
Hoewel het conflict met de Latijnse Bond en de Hernici beëindigd was, waren er nog steeds moeilijkheden met de Volsci, Tibur en de Etrusken. In 357 v.Chr. plunderde Rome het gebied van Privernum en viel daarna de stad aan, die zich overgaf. In 356 v.Chr. dwong een Romeins leger een van Tibur terug in hun stad en plunderde zijn velden. Een ander leger werd echter op de vlucht gedreven door Tarquinii en Falerii. Een coalitie van Etruskische stadstaten, geleid door deze twee steden, ging naar de zoutwerken. De Romeinen staken de rivier de Tiber over op vlotten en veroverden het vijandige kamp bij verrassing, namen 8.000 gevangenen en verdreven de Etrusken uit het Romeinse grondgebied. In 354 v.Chr. veroverden de Romeinen Empulum dat in het gebied van Tibur lag en plunderden gebieden van Tarquinii. In 353 v.Chr. namen ze Sassula aan, dat ook bij Tibur hoorde en zich overgaf. Ze kozen 158 mannen van adel uit onder hen, namen hen mee naar Rome, martelden hen, en onthoofden hen als wraak voor de Romeinen die geofferd waren door de Tarquiniërs. In 353 v.Chr. sloot de Etruskische stad Caere, die Rome geholpen had tijdens de Gallische plundering van Rome, zich aan bij Tarquinii. De Etrusken plunderden het gebied bij de zoutwerken en namen hun buit naar het grondgebied van Caere. De Volsci vielen ondertussen ook het Romeinse grondgebied binnen. Caere zond gezanten naar Rome om te vragen om vergiffenis. Ze zeiden dat het slechts plattelandsvolk was dat zich had aangesloten bij het plunderen en dat de stad zich niet had voorbereid op een oorlog. Rome accepteerde een vrede en gaf hen een honderdjarig vredesverdrag. Daarna gingen de Romeinen naar Falerii. Ze kwamen geen vijandig leger tegen en plunderden het platteland, terwijl ze de dorpen spaarden.
In 350 v.Chr. waren er problemen met de Galliërs en een Griekse vloot. Een enorm leger van Galliërs had zijn kamp opgeslagen in Latium. De Romeinen wierven een leger van vier legioenen aan, geleid door een consul en een praetor. Ze sloegen hun kamp op op een hoogte dicht bij het Gallische kamp en versloegen hen daarna. De Romeinse consul, die gewond was, achtervolgde de vluchtende Galliërs niet. Zij vluchtten naar de Albaanse Heuvels. In 349 v.Chr. kwamen de Galliërs terug naar beneden en plunderden de vlakte. De Grieken deden aanvallen vanuit zee op de kust vanaf de monding van de Tiber tot aan Antium. De Galliërs en de Grieken begonnen toen ook te vechten tegen elkaar en de eersten werden verslagen. De Galliërs keerden terug naar hun kampen en de Grieken naar hun schepen. De Latijnse Bond weigerde nu om Rome te voorzien van soldaten. De Romeinen wierven hun soldaten aan van overal in hun grondgebied, waaronder het platteland, en konden zo een leger van 4.200 man infanterie op de voet brengen. Een van de twee consuls was gestorven, en de andere consul nam alleen de leiding van het leger op zich. Hij liet twee legioenen in de stad achter om ze te verdedigen en deelde de leiding over de andere acht met een praetor, die de taak had om de Grieken te beletten om aan land te gaan. De consul sloeg zijn kamp op bij de Pontijnse Moerassen. Zijn doel was om de Galliërs ervan te weerhouden om voorraden te verkrijgen door te plunderen. Er volgde een gevecht tussen een Galliër en een Romein, dat gewonnen werd door de laatste. Dit werd gevolgd door een veldslag, die wederom gewonnen werd door de Romeinen. De Galliërs verspreidden zich in het Volscische grondgebied, sommigen gingen naar Etrurië en anderen gingen naar Apulië. Daarna sloten de Romeinse legers zich weer bij elkaar aan om de Griekse vloot te verslaan. Er kwam geen gevecht, maar de Grieken konden van de kust geweerd worden. Uiteindelijk hadden de Grieken geen water meer en gingen weg.
In 348 en 347 v.Chr. kwam er vrede. In 346 v.Chr. zonden de Volsci van de stad Antium echter gezanten naar de steden van de Latijnen om hen aan te zetten tot een oorlog. De Romeinen vielen Satricum aan, dat door de Volsci herbouwd was twee jaren eerder. Ze versloegen een leger van de Volsci, dat vluchtte naar Satricum. De Romeinen belegerden het dorp en 4.000 vijanden gaven zich over, en het overwinnende leger brandde het dorp plat. In 345 v.Chr. hielden de Aurunci een onverwachte plundering in het Romeinse gebied. Er werd gevreesd dat zij samenwerkten met de Latijnse Bond. De Romeinen versloegen de Aurunci in een slag, deden een verrassingsaanval op de Volsci en veroverden het dorp Sora.

### Moderne beoordeling van de conflicten
Sommige moderne historici volgen Karl Julius Beloch, die niet gelooft in de Romeinse overwinningen zo snel na de plunderingen. Een reden is dat ze niet vermeld worden door de Griekse historici Diodorus Siculus en Polybios. De andere is dat Rome te zwaar verzwakt was dat het niet mogelijk was dat het militair zo succesvol zou kunnen zijn.
Livius zei dat nadat Rome in brand gestoken was, ze daarna een lukraak stadsplan kreeg omdat de stad zo haastig heropgebouwd werd. Cornell vermeldt echter dat Diodorus Siculus en Polybios enkel vage verwijzingen geven naar deze periode. Hij betwist ook de grootte van de schade die Rome had opgelopen. Hij zegt dat er geen archeologische sporen zijn over de schade van de plundering. Brandsporen waarvan gedacht werd dat ze kwamen uit deze gebeurtenis zijn later gelinkt aan de opstand die tot de val van de Romeinse koningen had geleid, meer dan een eeuw eerder. Cornell denkt dat de Senones wel plunderden, maar dat ze enkel gericht waren op het maken van buit. Ze lieten de meeste gebouwen alleen, en gingen weg nadat ze afgekocht waren. Het was verder normaal dat de antieke steden een lukraak stadsplan hadden. Hij voegt toe dat het herstel van Rome sterk geholpen werd door het pas veroverde Veii door de inwoners van deze stad het burgerschap te geven, weliswaar zonder het recht te stemmen. Ook versterkten ze de alliantie met Caere, dat Rome geholpen had tijdens de Gallische plundering. Na de eerste tegenslagen en aanvallen hernam Rome haar gebiedsuitbreiding van de late 5de en vroege 4de eeuw voor Christus.

### Rome herstelt haar stadsmuren
Enkele jaren na de plundering begon Rome haar stadsmuren te herstellen door stenen uit een steengroeve in het grondgebied van Veii te gebruiken. Dat was een enorme onderneming. Ze waren 11 km lang. De originele muur was gebouwd in tufsteen, de lokale steen, die eerder van slechte kwaliteit was, want hij was zeer broos. De muur werd hersteld met een type van gele tufsteen, dat Grotta Oscura wordt genoemd naar zijn grootste steengroeve, dat van veel betere kwaliteit was. Zo zorgde de verovering van Veii voor een hulp voor de constructie. De nieuwe steen was echter harder en dus moeilijker om te bewerken.

### Angst voor de Galliërs
De Gallische plundering zorgde voor een grote angst voor de Galliërs in Rome. In 350 en 349 v.Chr. vielen er ook Galliërs Latium binnen. Ze waren waarschijnlijk enkel plunderende Galliërs. Op deze tweede gebeurtenis zou Marcus Valerius Corvus een Gallische kampioen in een duel bevochten te hebben. Hij won dit gevecht. Polybios zei dat Rome een vrede had gesloten met de Galliërs, die niet terugkeerden voor 30 jaar. Ondanks het feit dat de Romeinen de Senones in de slag bij Sentinum (295 v.Chr.) verslagen hadden tijdens de Derde Samnitische Oorlog, bleef de angst voor de Galliërs doorleven onder het volk. In 228, 216 en 114 v.Chr. leidden de angsten voor Gallische aanvallen ertoe dat de Romeinen mensenoffers maakten door een paar Galliërs en Grieken levend te begraven, ook al waren mensenoffers niet een Romeinse gewoonte. Dit was waarschijnlijk om de angst voor een mogelijke ramp tegen te gaan.

## Legende over Brennus
De Historia Regum Britanniae, een middeleeuws werk geschreven in ca. 1136 n. Chr. door Geoffrey van Monmouth, zegt dat Brennus zowel Britten als Galliërs leidde. Hij belegerde Rome voor drie dagen tot zijn broer kwam om de invasie te helpen. De Romeinen verdedigden de stad voor vele dagen en konden de aanvallers terugdrijven. Uiteindelijk deden de twee consuls hun harnassen aan en sloten zich aan bij de verdedigers. Ze dreven de Galliërs en Britten terug, maar Belinus kon de linie herstellen en de aanvallen stoppen. Brennus en Belinus gingen verder tot de muren gebroken waren en de Britten en Galliërs vielen de stad binnen. Volgens het verhaal bleef Brennus in Rome en heerste meedogenloos over deze stad voor de rest van zijn leven, maar dit lijkt zeer onwaarschijnlijk.